# Залеский, Ремигиан
Ремигиан Залеский из Отока (пол. Remigian Zaleski; 1595 — 22 апреля 1645) — польский государственный деятель, каштелян ленчицкий (1640—1645), коронный референдарий (1634—1645), писарь ленчицкий (1620—1627), ловчий серадзский (1620), королевский секретарь (1613—1623), королевский писарь (1611), составитель Коронных метрик большой канцелярии в 1620 году, составитель Коронных метрик малой канцелярии в 1620—1623 годах, автор Коронных метрик в 1624 и 1626 годах, староста велюнский в 1626 году, староста варецкий и бобровницкий, староста острский в 1626 году.

## Биография
Представитель польского шляхетского рода Залеских герба Долэнга. Сын ловчего серадзского Николая Залеского и Катарины Белдовской, дочери каштеляна бжезинского Павла Белдовского. Брат — Александр Залеский (1599—1651).
Депутат сейма 1620 года и сейма 1621 года от Ленчицкого воеводства. Член парламента с 1624 года. Депутат сейма в 1627 году от Ленчицкого воеводства. На сейме 1627 года он был назначен королем для проверки королевских имений в Брацлаве, Киеве и Подолье. Как земельный писатель из Ленчицы, он был членом Сейма в 1623 году. Член коронационного сейма 1633 года и сейма 1634 года. В 1641 году депутат участвовал в исправлении коронного статута.
От брака с Анной Мельжинской, дочерью Лукаша, каштеляна гнезненского, у него была дочь Тереза, жена Адама Уриэля Чарнковского, бабушка королевы Польши Катарины Лещинской, урожденной Опалинской, и прабабушка польских принцесс — Марии Лещинской (королева Франции как жена Людовика XV) и Анны Лещинской.
В качестве сенатора он принимал участие в сеймах 1640, 1641 и 1642 годов.
Он умер в Варшаве и был похоронен в коллегиальной церкви Святого Яна.